# Leslie Walter Claudius
Leslie Walter Claudius (Bilaspur, 25. ožujka 1927. – kolovoz 1996.) je bivši indijski hokejaš na travi. Rodom je Angloindijac.
Rodio se u Bilaspuru, u Indiji, dok je bila britanskom kolonijom.
Osvojio je zlatno odličje na hokejaškom turniru na Olimpijskim igrama 1948. u Londonu igrajući za Indiju. 
Na hokejaškom turniru na Olimpijskim igrama 1952. u Helsinkiju igrajući za Indiju je također osvojio zlato.
Na hokejaškom turniru na Olimpijskim igrama 1956. u Melbourneu igrajući za Indiju je također osvojio zlato.
Na hokejaškom turniru na Olimpijskim igrama 1960. u Rimu igrajući za Indiju je osvojio srebro.
Njegov sin Robert Claudius je bio indijskim reprezentativcem. Igrao je na svjetskom kupu održanom 1978. u Meksiku. Poginuo je u prometnoj nesreći.

## Nagrade i priznanja
1971. je dobio nagradu Padma Shri. 
Ušao je u Guinnessovu knjigu rekorda zajedno s Udhamom Singhom kao hokejaš na travi koji je osvojio najviše olimpijskih odličja.

## Vanjske poveznice
- Profil na Database Olympics
- NIC Webpage  Arhivirana inačica izvorne stranice od 27. rujna 2007. (Wayback Machine)
- Profil na I love India  Arhivirana inačica izvorne stranice od 31. srpnja 2013. (Wayback Machine)
- Profil na Sportstar  Arhivirana inačica izvorne stranice od 6. listopada 2007. (Wayback Machine)